# 小赫爾穆特·馮·毛奇
赫尔姆特·约翰內斯·路德维希·冯·毛奇（德語：Helmuth Johannes Ludwig von Moltke，1848年5月23日—1916年6月18日），通称小毛奇，是德国元帅赫尔穆特·卡尔·贝恩哈特·冯·毛奇（老毛奇）的侄子，曾在1906至1914年担任德国参谋部长。他曾策划战争计划和引起第一次世界大战，故此是颇具争议的人物。

## 生平
他在梅克伦堡-什未林出生，取名为赫尔姆特·冯·毛奇，与统一战争英雄的伯父同名。赫尔穆特·约翰内斯·路德维希·冯·毛奇的祖父弗里德里希·菲利普·维克托·冯·毛奇是普鲁士陆军将军，父母是阿道夫·冯·毛奇和阿道芬·多里斯·奥古斯特·内伊·冯·克罗恩。毛奇家族源自梅克伦堡-乌拉德尔，其血统一直可以追溯到13世纪，克罗恩家族则是安哈尔特-伯恩堡贵族。赫尔穆特·约翰内斯·路德维希·冯·毛奇的父亲最初在丹麦行政部门工作，后来成为平讷贝格县的行政长官。
普法战争时，他参与掷弹兵第七旅，因英勇作战而著名。1875至78年，他入读战争学院，在1880年加入参谋部。1882年，成为作参谋部长的伯父之副官。1891年伯父去世后，他成为威廉二世的副手，加入皇帝的权力核心。1890年代末，他先后领导旅和师，最后在1902年升任中将。
1904年，他就任总指挥官，实际上是参谋副长。1906年，阿尔弗雷德·冯·施里芬退休后，毛奇升任为参谋总长。此任命一直甚具争议。其他能够胜任的人选还包括汉斯·哈特维希·冯·贝瑟勒、卡尔·冯·比洛和科尔玛·冯·德·戈尔茨有批评指，毛奇是因为家族名气，加上与皇帝友好而得此职位。相对其他人选，毛奇与德皇关系的确最好。历史学家认为，贝瑟勒与施里芬关系太密切，而比洛和戈尔茨则过于独立。其实，由于毛奇与皇帝特别友好，皇帝给他的自由是其他人所没有的。而且，戈尔茨认为毛奇担任总长表现恰当。
毛奇曾发展和执行德军的战略计划，颇受后世争议。“施里芬派”的批评指，毛奇采纳了施里芬的战争计划，没有了解它却仍作修改，结果在一战时未能令计划成功，浪费了德军的力量。根据1905年的备忘录 (Denkschrift)，施里芬计划构想对法国与英国的单线战争：德军将向西进攻，以右方雄师经荷兰与比利时进军——两国在战争都保持中立。毛奇则计划发动两线战争，攻打法国与俄罗斯，先猛攻西方的法国，迅速迫使法国投降，让德军可以转移对抗俄军。最近，历史学家特伦斯·祖巴尔 (Terence Zuber) 指出，1905年的备忘录从来不是战争计划，甚至不是施里芬的主意，因为毛奇的计划与所谓施里芬计划雷同。而且，毛奇尊重荷兰的领土完整，希望英国封锁海峡时仍可借用其海港，故此始终没有攻打它。
1914年，马恩河战役期间，毛奇健康衰退，由埃里希·冯·法金汉接任。马恩河战役之败应否归咎于毛奇，仍未有定案。包括祖巴尔和S.L.A.马歇尔的一些学者则主张， 德军右翼中，亚历山大·冯·克卢克的第一师未能与卡尔·冯·比洛的第二师会合，令巴黎防线空缺，让法军有机可乘，是更重要的失败原因。施里芬派反对，认为毛奇在八月未能牵制敌军，故此未能应付九月爆发的马恩河战役。毛奇当时不能与前方将领有效沟通，而相对他国军队，德军的调兵方式又一直依赖个人领导下级将领。
毛奇健康每况愈下，最后在1916年6月18日于柏林去世。